# ASU Politehnica Timișoara

Altes Logo von FCU Politehnica Timişoara

ASU Politehnica Timișoara ist ein rumänischer Fußballverein aus der Stadt Timișoara und spielt seit 2016 in der Liga II, der zweithöchsten Spielklasse des Landes. Der Verein gehört zu der Polytechnischen Universität Timișoara und wurde 2012 von Fans des ehemaligen Fußballvereins FC Politehnica Timișoara gegründet. Nach der Auflösung von FC Poli Timișoara wurde der rumänische Verein ACS Recaș nach Timișoara umgesiedelt und in ACS Poli Timișoara umbenannt. Die Fans konnten sich mit diesem neuen Verein allerdings nicht identifizieren und beschlossen einen eigenen Verein zu gründen und zu unterstützen. Der neue Verein ASU Poli startete daraufhin in Liga V Timiș, der untersten rumänischen Liga des Kreises Timiș.

## Geschichte

### Gründung (2012)
Wie fast überall in der rumänischen Fußballbranche führte das Fehlen anderer Ambitionen zu rein kommunalen Meisterschaften. Die Anhänger von ACS Poli waren es leid einer Vereinsführung zu folgen, wo sie unerfüllten Versprechen und emotionalen Erpressungen ausgesetzt sind. Infolgedessen wurde das Liga-II-Team aufgelöst. Hinzu kam die Umsiedlung des Teams ACS Recaș nach Timișoara, welche die Fans alles andere als befürworteten. Vertreter der Peluza Sud, der Fankurve von Poli, beschlossen zusammen mit weiteren Fans von Politehnica Timișoara von nun an das Team der Polytechnischen Universität Timișoara aus der fünften rumänischen Liga zu übernehmen, unterstützen und zu fördern. Auch wenn ASU Poli nicht der rechtliche Nachfolger des ehemaligen Erstligisten ist, ist es das einzige Team, mit dem sich die Poli-Fans identifizieren und welches sie als das Team wahrnehmen, welches die Seele des Vereins vorantreiben und die Ränge in lila färben kann.

### Kreisligen (2012–2015)
In ihrer ersten Saison nach der Gründung (2012/13) erreichten sie den zweiten Platz in Liga V, Seria 3 und schafften somit den sofortigen Aufstieg in Liga IV Kreis Timiș. In der folgenden Saison (2013/14) schafften sie erneut den zweiten Platz in der Meisterschaft, jedoch berechtigte dieser Platz nicht zur Teilnahme an den Aufstiegsspielen. Allerdings gewann ASU Poli mit dem Cupa României des Kreises Timiș seinen ersten Titel. Das Finale gewannen sie gegen FC Giarmata mit 4:3 n. V.
In der Saison 2014/15 wurden sie Meister in ihrer Liga und nahmen dadurch an den Aufstiegsspielen für Liga III teil. Im selben Jahr gewannen sie das neu eingeführte Hallenturnier „Fotbal fără patroni“ („Fußball ohne Patron“). Das Sieg wird unter vier selbstverwaltenden Vereinen ausgespielt. Neben Poli vervollständigten FC Arges 1953, FC Vaslui 2002 und der Gastgeber LSS Voinţa Sibiu das Teilnehmerfeld. Am 11. Juni wurde mit Voința Lupac Poli´s Gegner für die Play-offs zur Liga III bekannt gegeben. Das Hinspiel konnte Timișoara mit 5:1 für sich entscheiden und hat damit bereits einen gewaltigen Schritt Richtung Liga III gemacht. Im Rückspiel unterlagen sie Lupac mit 1:2, konnten aber aufgrund des besseren Torverhältnisses den Aufstieg in Liga III und somit den Aufstieg in den Profifußball feiern.

### Profifußball (2015–heute)
ASU Poli hat sich von Beginn an in Liga III gut repräsentiert. Ihr Debütspiel haben sie 3:0 gegen Minerul Motru gewonnen. Sie setzten sich nach wenigen Spieltagen an die Tabellenspitze und konnten die gesamte Saison über nicht mehr von den vorderen drei Plätzen verdrängt werden. Schon am 21. Mai 2016, dem drittletzten Spieltag, konnte Poli nach einem Auswärtssieg bei der zweiten Mannschaft von CSU Craiova den Aufstieg in Liga II feiern.
Das erste Jahr in der zweiten Liga beendete Poli mit frühzeitigem Klassenerhalt auf Platz 15.

## Fankultur
ASU Politehnica hat eine sehr große Fangemeinde, welche sich auch über die Grenzen Rumäniens zieht. Der Grund für die vielen Sympathien ist zum einen die große Tradition des Vorgängervereins, zum anderen die Idee, sich vom kommerzialisierten Fußball abzuwenden und einen selbstverwaltenden Verein zu gründen. Mit dieser Art von Verein waren die Anhänger von Politehnica die ersten in Rumänien und wurden somit zum Anstoß einer Bewegung, welche mehr und mehr Zuwachs findet. Bei dem Hallenturnier „Fotbal fără patroni“ („Fußball ohne Patron“) war ein Spruchband mit der Aufschrift „Poli Timișoara – Vorbild für das ganze Land“ zu sehen, das von den gegnerischen Mannschaften aufgehängt wurde. Die Fans von Poli sind für ihre enorme Reisebereitschaft und gnadenlose Unterstützung bekannt. Zu der Ultrabewegung gehören Gruppen wie Urban Guerilla, Frenetic, Bastion und Gruppo Autonomo Viola. Es werden aktive Fanfreundschaften mit Rapid Bukarest und Ultras von Borussia Mönchengladbach gepflegt.
Über die Jahre haben sich in der Fanszene auch große Rivalitäten gebildet. Die größte Rivalität hat Poli mit UTA Arad. Sie entstand auf Grund der Konkurrenz der beiden Städte Timișoara und Arad, welche nicht nur nah beieinander liegen, sondern auch die größten Zentren im Westen des Landes sind. Beide behaupten von sich, der erste Ort in Rumänien gewesen zu sein, an dem ein Fußballspiel stattgefunden hat. Die Begegnungen von UTA und Poli heißen Derby-ul Vestului, das Westderby, und werden immer in ausverkauften Stadien ausgetragen. Die Fangruppen beider Vereine versuchen sich mit Choreografien und Fangesängen jedes Mal aufs Neue zu Übertreffen. Leider kommt es manchmal auch zu gewalttätigen Auseinandersetzungen. Das letzte Derby fand am 8. März 2013 statt. Weitere Rivalitäten bestehen zu Dinamo Bukarest, CFR Cluj, Steaua Bukarest und Universitatea Craiova.

## Aktueller Kader
| Nummer     | Spieler                       | Nationalität |     |     |     |
| Tor        | Tor                           | Tor          | Tor | Tor | Tor |
| ---------- | ----------------------------- | ------------ | --- | --- | --- |
| 01         | Paul Burtic                   | Rumäne       |     |     |     |
| 23         | Robert Rogojină               | Rumäne       |     |     |     |
| 30         | Emanual Fișteag               | Rumäne       |     |     |     |
| Abwehr     |                               |              |     |     |     |
| 02         | Cristian Biriş                | Rumäne       |     |     |     |
| 03         | Dănuț Bilia                   | Rumäne       |     |     |     |
| 04         | Narcis Damian                 | Rumäne       |     |     |     |
| 06         | Alexandru Contescu            | Rumäne       |     |     |     |
| 07         | Daniel Alexandru Vlăduț Birău | Rumäne       |     |     |     |
| 13         | Carol Alexandru Taub          | Rumäne       |     |     |     |
| 15         | Branimir Stefanovici          | Rumäne       |     |     |     |
| 16         | Miodrag Todorov               | Rumäne       |     |     |     |
| 21         | Cristian Gălan (Kapitän)      | Rumäne       |     |     |     |
| 26         | Ioan Ugocian                  | Rumäne       |     |     |     |
| Mittelfeld |                               |              |     |     |     |
| 05         | Dinu Rebenciuc                | Rumäne       |     |     |     |
| 08         | Mădălin Stancu                | Rumäne       |     |     |     |
| 10         | Răzvan Ghinescu               | Rumäne       |     |     |     |
| 11         | Marco Giuricici               | Rumäne       |     |     |     |
| 18         | Patrick Peter                 | Rumäne       |     |     |     |
| 20         | Ionuț Vucea                   | Rumäne       |     |     |     |
| 22         | Dorin Marian Codrea           | Rumäne       |     |     |     |
| 24         | Andrei Țugui                  | Rumäne       |     |     |     |
| 27         | Marius Marin                  | Rumäne       |     |     |     |
| Angriff    |                               |              |     |     |     |
| 09         | Alexandru Bădăuță             | Rumäne       |     |     |     |
| 14         | Andrei Sulea                  | Rumäne       |     |     |     |
| 19         | Sergiu Iorgovan               | Rumäne       |     |     |     |

### Trainerstab
| Sorin Brindescu | Cheftrainer     |
| Antonio Foale   | Co-Trainer      |
| Remus Datcu     | Athletiktrainer |
| Zoltan Feher    | Team-Manager    |
| Marius Cociu    | Sport-Manager   |

## Erfolge

### Meisterschaft
- Liga III-Meister: 2016
- Liga IV-Meister: 2015
- Liga IV-Vizemeister: 2014
- Liga V-Vizemeister: 2013

### Pokal
- Cupa României Timiș-Sieger: 2014
- „Fotbal fără patroni“-Sieger: 2015

### Andere Erfolge
- Zweite Runde Cupa României 2014/15
- Höchster Sieg: 14:0 ASCS Recaş (Cupa României 2015/16)